# Вечные ценности. Экорше
Вечные ценности. Экорше — персональная выставка Александра Кислякова, открывшаяся 26 мая 2017 года в арт-центре MAKARONKA, Ростов-на-Дону.

## О проекте
В проекте «Вечные ценности. Экорше» художник-концептуалист Александр Кисляков представил 6 работ: 4 инсталляции и два ассамбляжа.
- «Любовь» (диптих), инсталляция
1. Постер 180х91,5 — Франсиско Гойя «Маха обнажённая» (1800, Прадо), фрагмент. Сушка для белья напольная 80х113х46. Женское нижнее бельё.
2. Постер 180х91,5 — Франсиско Гойя «Маха одетая» (1805, Прадо), фрагмент. Сушка для белья напольная 80х113х46.

- «Страх», ассамбляж
Постер 180х91,5 — Иван Айвазовский «Девятый вал» (1850, ГРМ), фрагмент. Элементы сантехники

- «Выбор», ассамбляж
Постер 180х91,5 — Архип Куинджи «Лунная ночь на Днепре» (1880, ГРМ), фрагмент. Элементы бытового освещения

- «Глупость», инсталляция
Постер 180х91,5 — Франс Снейдерс «Натюрморт с обезьянкой, котом и белкой» (Музей Лихтенштейн), фрагмент. Бытовой стол 82х44хх72, пыль.

- «Подвиг», инсталляция
Постер 180х91,5 — Никола Пуссен «Танкред и Эрминия» (1630-е, Эрмитаж), фрагмент. Бытовая стойка-столик, парикмахерские принадлежности.

Каталог выставки выполнен в виде одноимённой книги «ненаписанных стихов» Кислякова, изобретённых им в качестве нового литературного жанра в 1986 году.
Куратор выставки — Лейли Асланова.
Выставка работала с 26 мая по 4 июня 2017 года.

## Представленные работы

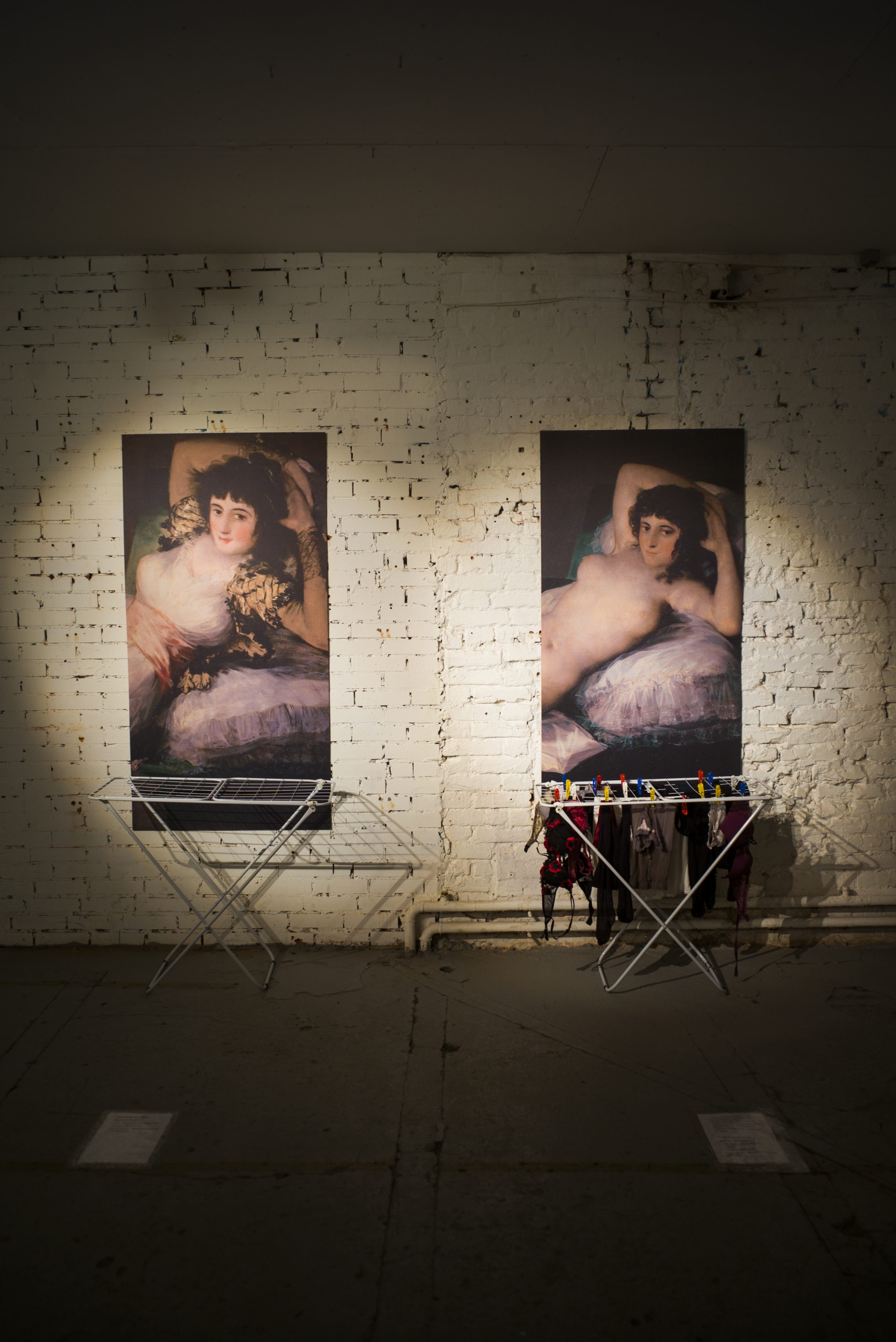
Инсталляция «Любовь» (диптих)
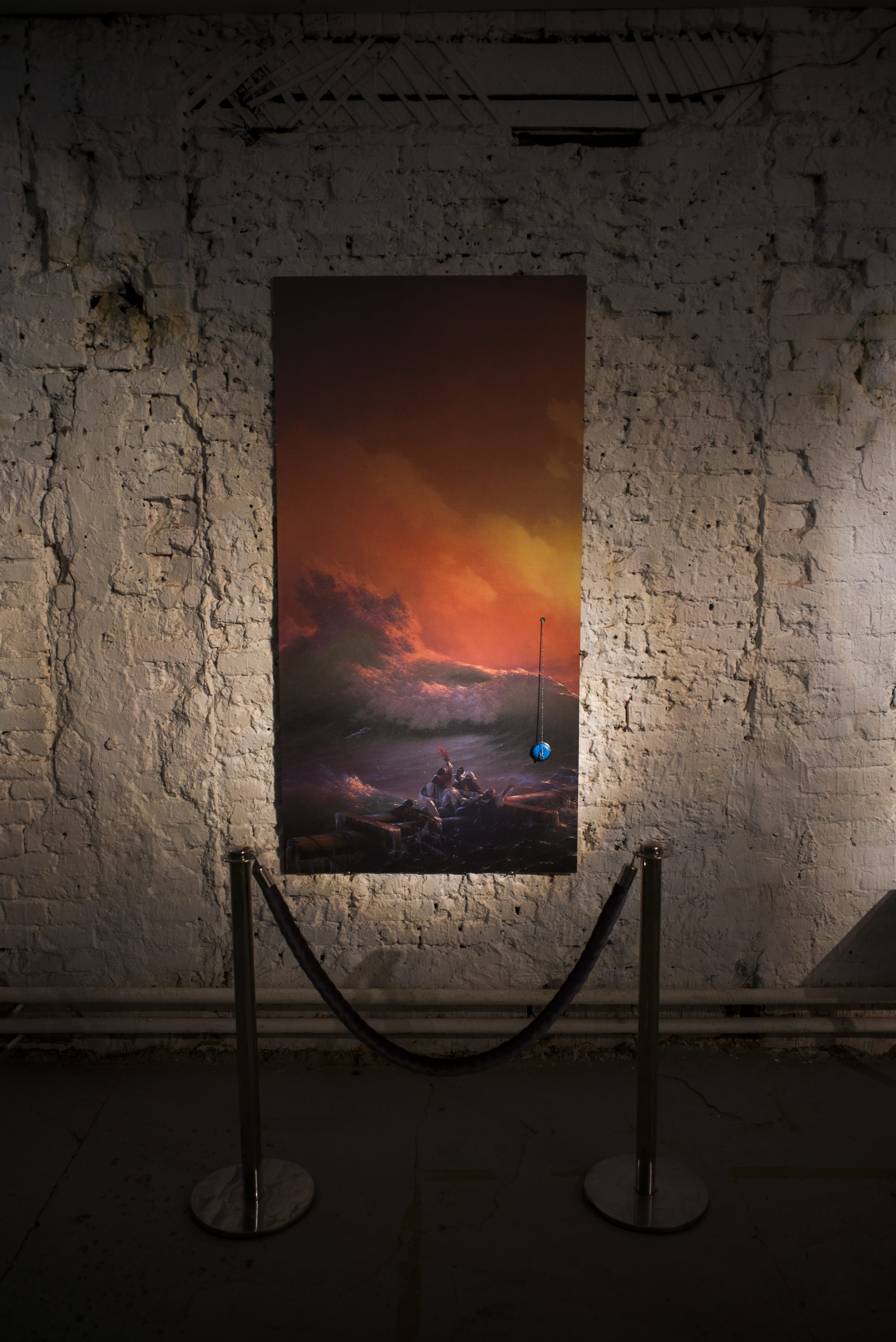
Ассамбляж «Страх»
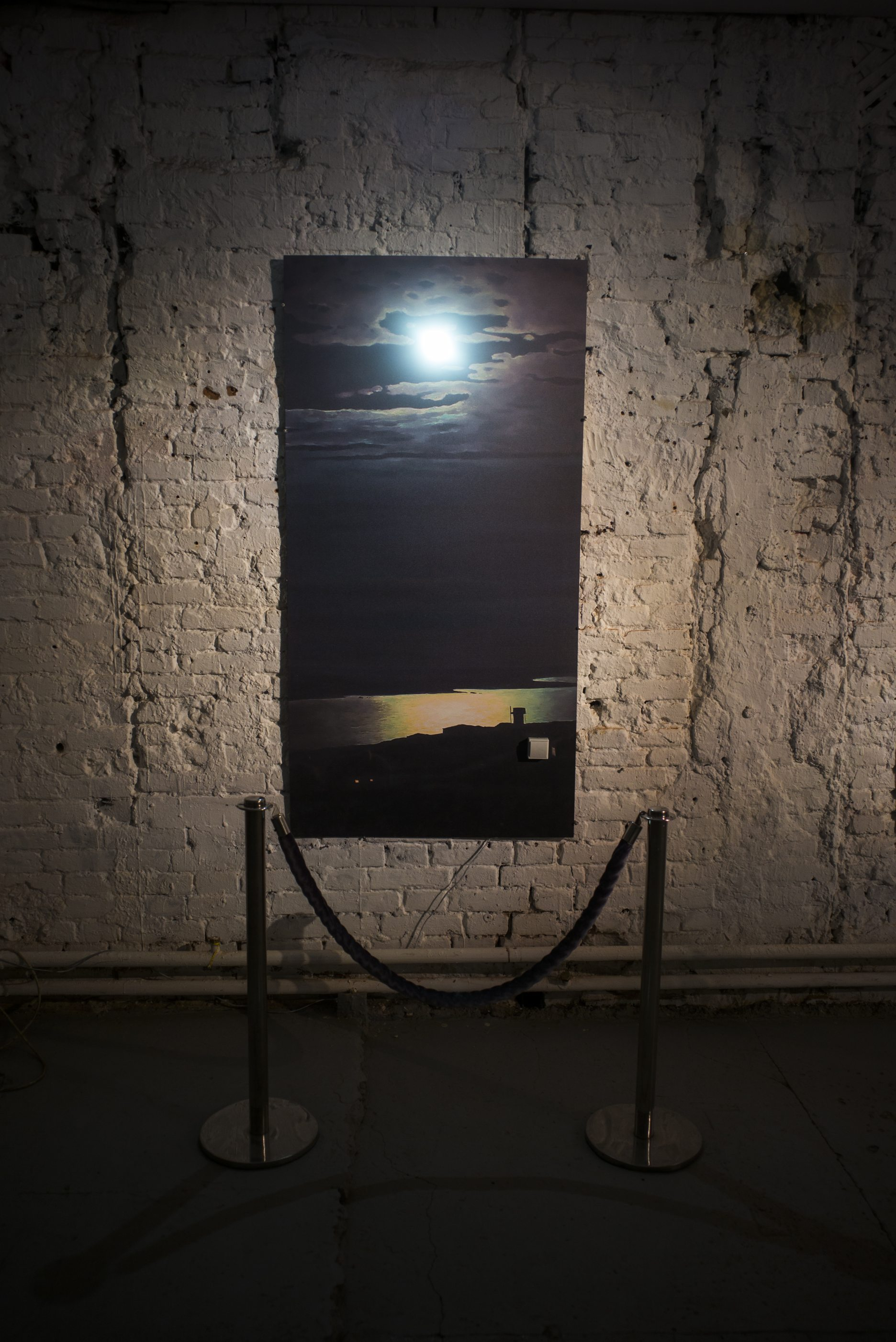
Ассамбляж «Выбор»
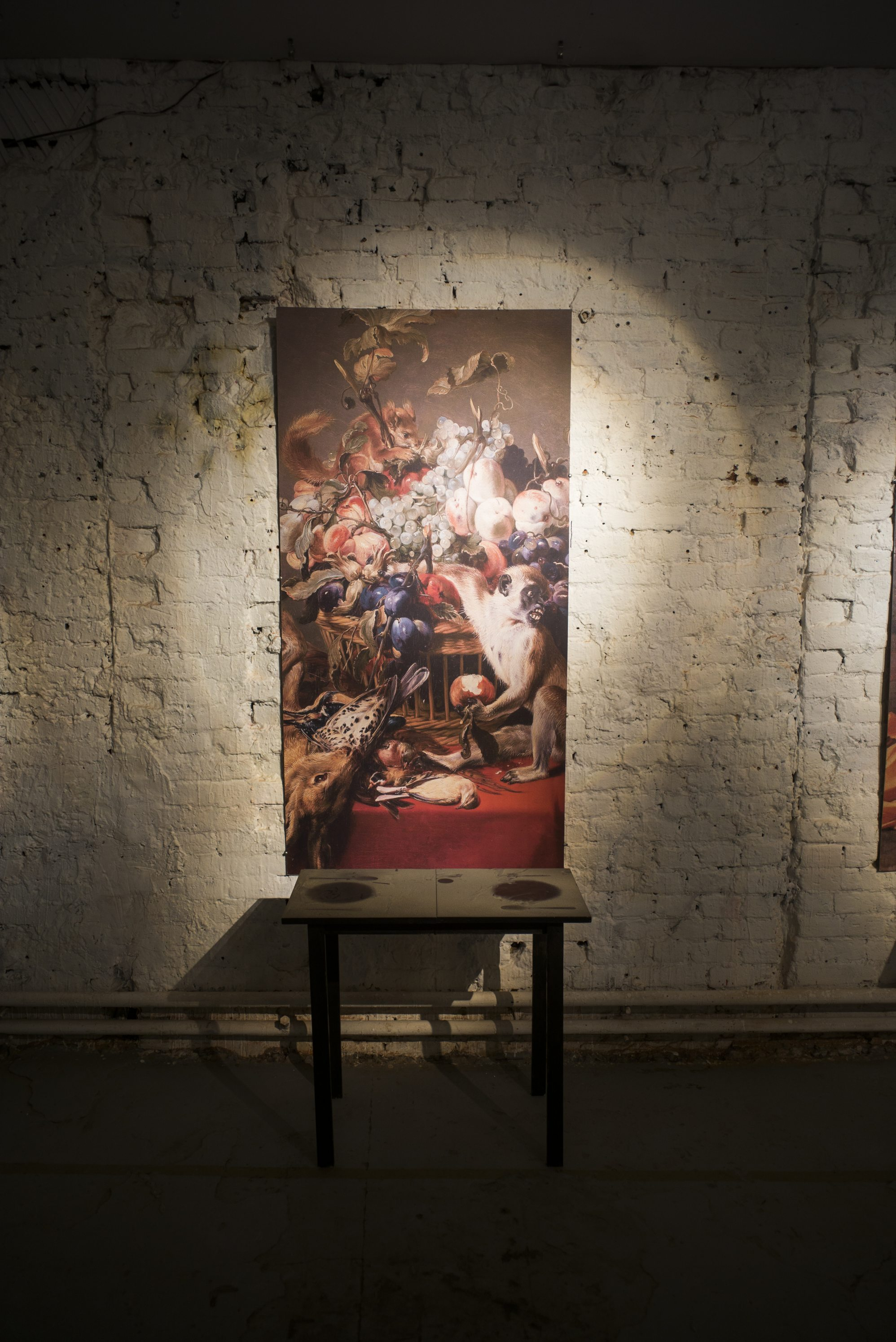
Инсталляция «Глупость»
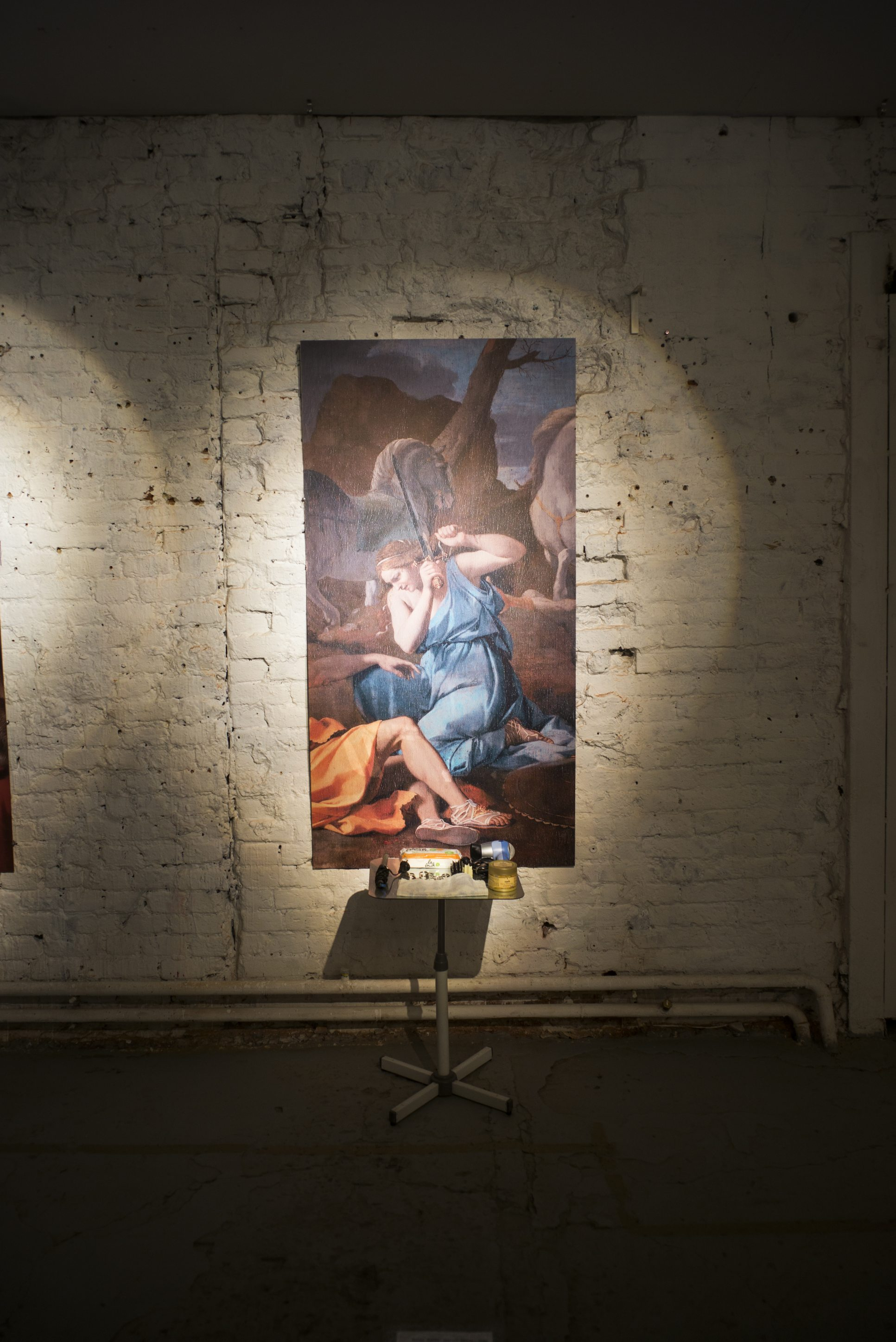
Инсталляция «Подвиг»

## Цитаты
- «Александра Кислякова, который говорит, что для искусства важна только идея, можно назвать академическим концептуалистом. Хотя всю выставку „Вечные ценности. Экорше“ можно без сожаления после демонтажа отправить в мусорный контейнер, в позе художника Кислякова и его саморефлексии мерещится робость, причиной которой, может быть, является та самая ностальгия по шедевру»[10] — Лейли Асланова, 2017.